# Boris Stein
Boris Stein, né le 19 octobre 1984, est un triathlète allemand, professionnel depuis 2008.

## Biographie
Étudiant à l'Université technique de Darmstadt, Boris Stein est un passionné de football, mais découvre le cyclisme grâce à des amis. En 2008, il décide de tenter le triathlon, composé en partie de cyclisme : il termine cinquième de son premier triathlon en Allemagne. Il remporte son premier triathlon en 2009 sur les collines de l'Eifel. À partir de 2010, il se concentre totalement sur le triathlon et remporte trois triathlons en Allemagne, et termine troisième des championnats d'Allemagne de duathlon. En 2011, il décroche un diplôme pour enseigner dans l'enseignement secondaire, et réduit son activité, remportant tout de même trois triathlons.
En 2012, Boris Stein remporte les championnats d'Allemagne de triathlon,. En 2013, alors qu'il fait ses débuts sur la distance Ironman, il remporte un nouveau titre de champion d'Allemagne. En 2014, il se concentre essentiellement sur les distances Ironman 70.3 et Ironman, remporte le 70.3 de Suisse et termine 20e des championnats du monde d'Ironman. En 2015, après avoir termine deuxième de l'Ironman 70.3 Pays d'Aix, il remporte l'Ironman France.

## Palmarès
Le tableau présente les résultats les plus significatifs (podium) obtenus sur le circuit national et international de triathlon et de duathlon depuis 2012.
| Année | Compétition                                | Pays           | Position           | Temps           |
| ----- | ------------------------------------------ | -------------- | ------------------ | --------------- |
| 2022  | Ironman Pays de Galles                     | Pays de Galles | Médaille d'argent  | 8 h 43 min 53 s |
| 2021  | Ironman Lanzarote                          | Espagne        | Médaille d'argent  | 8 h 42 min 2 s  |
| 2019  | Ironman Suède                              | Suède          | Médaille d'or      | 7 h 49 min 14 s |
| 2017  | Challenge Heilbronn                        | Allemagne      | Médaille d'or      | 4 h 2 min 32 s  |
| 2017  | Ironman 70.3 Gdynia                        | Pologne        | Médaille d'or      | 3 h 52 min 4 s  |
| 2017  | Ironman 70.3 Zell am See-Kaprun            | Autriche       | Médaille d'or      | 4 h 2 min 50 s  |
| 2016  | Ironman 70.3 Kraichgau                     | Allemagne      | Médaille d'or      | 3 h 48 min 28 s |
| 2016  | Ironman 70.3 Luxembourg                    | Luxembourg     | Médaille d'or      | 3 h 46 min 28 s |
| 2015  | Ironman 70.3 Wiesbaden                     | Allemagne      | Médaille d'or      | 4 h 3 min 8 s   |
| 2015  | Ironman France                             | France         | Médaille d'or      | 8 h 27 min 32 s |
| 2015  | Triathlon Zell                             | Allemagne      | Médaille d'or      | 3 h 44 min 42 s |
| 2015  | Ironman 70.3 Pays d'Aix                    | France         | Médaille d'argent  | 3 h 57 min 33 s |
| 2014  | Ironman Suisse                             | Suisse         | Médaille d'or      | 8 h 33 min 2 s  |
| 2014  | Ironman 70.3 Rapperswil                    | Suisse         | Médaille d'or      | 3 h 44 min 42 s |
| 2013  | Championnat d'Allemagne longue distance MD | Allemagne      | Médaille d'or      | 3 h 53 min 7 s  |
| 2012  | Ironman 70.3 Lanzarote                     | Espagne        | Médaille de bronze | 4 h 12 min 59 s |
| 2012  | Ironman 70.3 Wiesbaden                     | Allemagne      | Médaille de bronze | 4 h 7 min 51 s  |
| 2012  | Championnat d'Allemagne longue distance MD | Allemagne      | Médaille d'or      | 3 h 53 min 35 s |